# Le Jugement dernier (film, 1961)
Pour les articles homonymes, voir Jugement dernier (homonymie).
Pour plus de détails, voir Fiche technique et Distribution.
Le Jugement dernier (titre original : Il giudizio universale) est un film franco-italien de Vittorio De Sica, sorti en 1961.

## Synopsis
Une puissante et mystérieuse voix retentit dans le ciel de Naples : elle annonce le Jugement dernier pour le soir même. Une foule de personnages va ainsi s'animer sous l'influence de cette implacable voix. Après le début du grand procès que chacun peut suivre à la télévision, le Jugement est brusquement interrompu  par une pluie torrentielle. Est-ce un déluge destiné à engloutir la Terre et tous ses maux ? En fait non, il ne s'agit que d'une violente tempête, qui va doucement s'épuiser. Ainsi, lorsque la peur cesse, tous retournent à leurs habitudes ordinaires (pas toujours bénévoles) en oubliant toutes les bonnes intentions rédemptrices prises quelque temps auparavant sous l'influence de la terreur de la fin imminente.

## Fiche technique

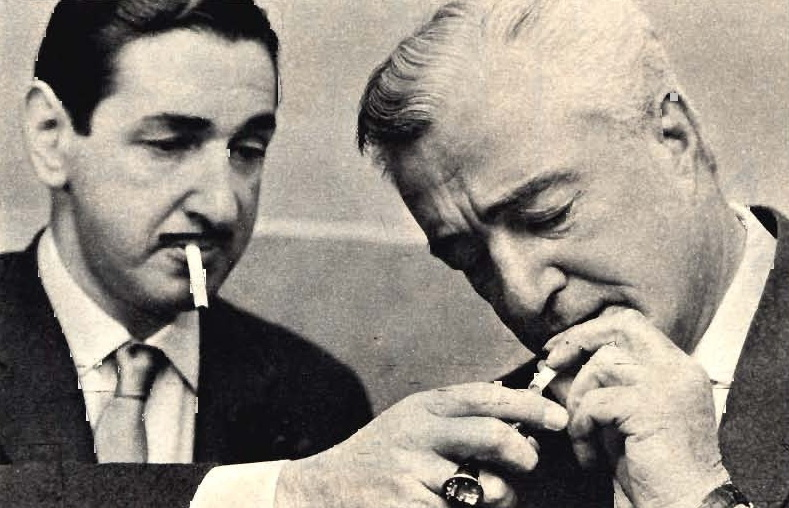
Jaime de Mora y Aragón et Vittorio De Sica lors du tournage du film.

- Titre français : Le Jugement dernier
- Titre original : Il giudizio universale
- Réalisateur :	Vittorio De Sica
- Scénario : Cesare Zavattini
- Dialogues: Cesare Zavattini
- Musique : Alessandro Cicognini
- Chanson : Modugno Pugliese (« Na musica »)
- Images : Gábor Pogány
- Montage : Adriana Novelli, Marisa Letti
- Décors : Pasquale Romano, Pietro Bologna
- Pays :  France /  Italie
- Production : Standard Film (Paris) - Cinematographica (Rome)
- Directeur de prod. : Dino De Laurentiis
- Effets spéciaux : Giuseppe Metalli
- Costumes : Elio Costanzi
- Tournage : 15 février - avril 1961
- Procédé : Noir et Blanc (dernière scène en couleur)
- Genre : Comédie
- Durée : 101 minutes
- Sortie : 2 septembre 1961 au Festival du Film de Venise, 26 octobre 1961 en Italie, 9 mai 1962, à Paris
- Affiche : Constantin Belinsky (France)

## Distribution
- Vittorio Gassman : Cimino
- Anouk Aimée : Irene, l'épouse de Giorgio
- Fernandel : le veuf
- Alberto Sordi : le marchand d'enfants
- Nino Manfredi : serveur
- Silvana Mangano : Letizia Matteoni
- Paolo Stoppa : Giorgio
- Renato Rascel : Coppola
- Melina Mercouri : la femme étrangère
- Jack Palance : Matteoni
- Lino Ventura : le père de Giovanna
- Elisa Cegani : la mère de Giovanna
- Vittorio De Sica : avocat de la défense
- Ernest Borgnine : le pickpocket
- Jimmy Durante : l'homme au gros nez
- Franco Franchi et Ciccio Ingrassia : les chômeurs
- Andreina Pagnani, Alberto Bonucci, Maria Karamann, et Gaddo Treves : les invités de Matteoni
- Domenico Modugno : le chanteur
- Marisa Merlini : la mère
- Mike Bongiorno : lui-même
- Akim Tamiroff : le metteur en scène de la pièce
- Lamberto Maggiorani : un pauvre
- Lilli Lembo : le speaker TV
- Maria-Pia Casilio: la serveuse
- Don Jaime de Mora y Aragón : l'ambassadeur
- Giuseppe Porelli : le garde du corps
- Eleonora Brown : Giovanna
- Eugenio Cuomo : l'enfant au milieu des tomates
- Elli Davis : la blonde
- Paul Demange : le mendiant
- Giuseppe Ianigro : une célébrité
- Sergio Jossa : Luca
- Georges Rivière : Gianni
- Nicola Rossi-Lemeni : la voix
- Regina Bianchi
- Gabriella Pallotta
- Ugo D'Alessio